# Günter Rätz
Günter Rätz (Berlino, 30 maggio 1935 – Dresda, 1º maggio 2024) è stato uno sceneggiatore, regista e animatore tedesco.

## Biografia
Günter Rätz nacque a Berlino il 30 maggio 1935.
Formatosi come muratore, divenne poi burattinaio. Scoprì i film d'animazione nel 1954 entrando così nel 1955 nella Deutsche Film AG, studio cinematografico d'animazione di Dresda. Nel 1958 completò con Deutsche Film AG il primo dei suoi oltre 60 film d'animazione.
Come regista, Rätz fu responsabile, oltre che di molti cortometraggi della serie di successo internazionale Filopat e Patafil (1962-1968), dei lungometraggi Die fliegende Windmühle (1981), Die Spur führt zum Silbersee (1987-1989) e Die Weihnachtsgans Auguste (1985) e per la televisione della DDR (DDR-FS). Nel 1980 seguì la serie Die schönsten Märchen aus aller Welt. Nel 1983 gli fu assegnato il Findlingspreis nella sezione Film d'Animazione.
Oltre a scrivere le sceneggiature per i propri film scrisse anche, tra gli altri, quella del film Reise um die Erde in 80 Tagen (1998) e nel 1999 quella di Reise zum Mond.
Rätz visse a Dresda dove morì il 1º maggio 2024 all'età di 88 anni.